# Knežev dvor u Slanom
Knežev dvor u Slanom smješten je u sjeveroistočnom dijelu naselja Slano uz glavnu prometnicu. Sagrađen je 1447. g. Kuća kneza, visoka dvokatnica dužom osi orijentirana je u pravcu istok – zapad. Na nju se s istočne i zapadne strane vežu manja jednokratna krila koja s južne strane zatvara visoki ogradni zid tvoreći manje unutrašnje dvorište iz kojeg se pristupa u nadsvedene prizemne prostorije gospodarske namjene. Glavni ulaz u kompleks je sa zapadne strane. Nad glavnim ulazom je kameni kip sv. Vlaha. U 19. st. dvor je pregrađivan. Stradao je u Domovinskom ratu i potresu 1996. g.

## Zaštita
Pod oznakom Z-963 zavedeno je kao nepokretno kulturno dobro - pojedinačno, pravna statusa zaštićena kulturnog dobra, klasificirano kao "stambena građevina".